# Centro Comercial Afra
El Centro Comercial Afra (en árabe: مركز عفراء التجاري ) es el primer centro comercial en el país africano de Sudán, situado en su capital la ciudad de Jartum. Inaugurado el 21 de febrero de 2004, el área del centro comercial es de 30.000 m² tiene un estacionamiento cubierto y al aire libre en las instalaciones, así como instalaciones para los niños al aire libre como un patio de recreo. Afra Mall dispone de tiendas por departamentos, un hipermercado, 3 teatros para películas, patio de comidas, café internet, mesas de billar y bolera. Las tiendas incluyen calzado, ropa, electrónica, salones de belleza, servicio de cambio de divisas, mientras que el patio de comidas ofrece varios menús incluyendo del Oriente Medio, China, Turquía y la comida italiana. Una parte sustancial del centro comercial sufrió daños a principios de mayo de 2012. El foco del incendio está bajo investigación.